# 宇和島プロジェクト
株式会社宇和島プロジェクト（うわじまプロジェクト）は、愛媛県宇和島市弁天町に本社を置く水産商社である。

## 概要
宇和島の元漁業協同組合職員が設立。自ら商品を開発し、生産から最終販売までのトータルコントロールを行うことで、宇和島地区全体の水産業者の地位向上を目指して設立された。
愛媛県の特産品みかんの皮などを混ぜた特別なエサで養殖したみかん魚を愛媛県水産研究センターと地元の養殖業者と共同して開発した。これまで廃棄されていた「みかんの搾りかす」を有効活用し、みかんと魚、漁業と農業という地域資源を組み合わせるユニークなアイディアで、新しい価値を生み出す取り組みは地域活性化のモデルとして全国的に注目された。みかん魚は2015年に地元の農業と漁業が抱えていた課題を一挙に解決した画期的な養殖魚であるとして「第7回フード・アクション・ニッポンアワード」の最優秀賞を受賞した。

## 事業内容
- 宇和海の漁船漁業者・養殖業者の経営安定のための需要創造・開拓
- 宇和海水産物の安定的販売チャネル開発、ブランド価値向上と安定供給
- 水産物を中心に食品の高付加価値化を目指す商品開発・加工技術向上
- さらなる地産地消の推進と地域での職域づくり
- 宇和海水産物の海外輸出促進

## 沿革
- 2002年 - 宇和島漁業協同組合（現：愛媛県漁業協同組合）青年部の有志による「自分たちで獲った魚を自分たちで売る」を目指した活動がスタート。
- 2004年 - 宇和島漁業協同組合の下部組織として「宇和島プロジェクト」発足。
- 2010年 - 宇和海水産物の加工・流通・販売までを一気通貫で対応できる体制づくりを目指して「合同会社宇和島プロジェクト」設立。
- 2011年 - 旧ヤマキ物産から工場を取得。
- 2012年 - 本格的な事業展開を目指して、「株式会社宇和島プロジェクト」に移行。「みかんブリ」誕生。
- 2013年 - 「みかん鯛」誕生。
- 2015年 - みかん鯛が「第7回フード・アクション・ニッポンアワード」の最優秀賞を受賞。
- 2016年 - ハラール認証を取得（養殖魚を対象とした取得は国内初）[3]。
- 2019年 - アラブ首長国連邦ドバイに支店を開設[4]。「チョコブリ」誕生。
- 2022年 - 新社屋が落成。